# Die Seltsamen
Die Seltsamen (im Original: The Peculiar) ist ein Steampunk-Fantasyroman von Stefan Bachmann aus dem Jahr 2012, der 2014 auf Deutsch erschien. Das Buch wurde von der US-amerikanischen wie von der deutschsprachigen Presse überwiegend positiv rezensiert, der Autor als „Wunderkind“ und „Jungstar der Literaturszene“ bezeichnet und der Inhalt u. a. mit Harry Potter verglichen, obwohl die Geschichte im Viktorianischen England des 19. Jahrhunderts spielt. Die Fortsetzung unter dem Titel Die Wedernoch (original: The Whatnot) erschien 2013 in den USA und im Herbst 2014 auf Deutsch.

## Handlung
Der Prolog handelt von der Öffnung des Portals zur Feenwelt, in deren Folge eine Vielzahl von magischen Kreaturen in die Menschenwelt gelangte. Seit sich das Portal schloss, sind die Feen und Elfen an ihrer Rückkehr gehindert und müssen mit den Menschen nebeneinander leben. Kinder von einem Menschen und einer Fee werden „die Seltsamen“ genannt und sind als Mischlinge von beiden Seiten besonders geächtet.
Bartholomew und seine kleine Schwester Henrietta „Hettie“ Kettle sind solche Mischlinge, deren Feen-Vater die Familie verlassen hat. So leben sie zusammen mit ihrer Mutter in der Krähengasse in Bath und dürfen das Haus so gut wie nie verlassen, da die wenigsten davor zurückschrecken, „Mischlingskinder“ umzubringen. Eines Tages beobachtet Bartholomew aus dem Fenster einer geheimen Dachkammer eine Dame in einem pflaumenfarbenen Kleid, die einen anderen Mischlingsjungen von den Nachbarn mitnimmt. Als Bartholomew ihr folgt, wird er auf magische Weise von Federn eingehüllt und in ein entferntes, edles Zimmer gezaubert, das er kurz darauf auf dieselbe Weise verlässt.
Arthur Jelliby ist ein Parlamentarier und Mitglied des Staatsrates in London, in den auch eine Feenelite Einzug gehalten hat. Seit einiger Zeit verschwinden auf mysteriöse Weise Mischlinge und werden anschließend tot aufgefunden, was die meisten der Parlamentsmitglieder nur wenig kümmert. Als Mr. Jelliby zum Feen-Justizminister Lickerish eingeladen wird, verirrt er sich in dessen Haus in einem Korridor und wird von Mr. Lickerishs Feenbutler aufgespürt, der ihn verdächtigt, spioniert zu haben. Durch Zufall belauscht Mr. Jelliby Mr. Lickerish in einem Büro und stößt auf einen teuflischen Plan, der das Portal zur Feenwelt öffnen soll, um England den Feen auszuliefern. Dazu benötigt Mr. Lickerish ein bestimmtes Mischlingskind, das die Dame im pflaumenfarbenen Kleid mit dem Namen Melusine ihm beschaffen soll. Mr. Jelliby fängt einen mechanischen Vogel ab, der geheime Informationen von Mr. Lickerish transportiert und findet so heraus, dass das nächste Mischlingskind in Bath zu finden ist.
Inzwischen hat Bartholomew den Versuch gestartet, einen Hausgeist heraufzubeschwören und führt stattdessen die Handlanger von Mr. Lickerish zu ihm, die Hettie entführen. Zur selben Zeit erreicht Mr. Jelliby die Krähengasse und stößt auf Bartholomew, der verzweifelt nach seiner Schwester sucht. Zusammen machen sie sich auf den Weg zum Feenmarkt, um Waffen zur Verteidigung zu besorgen, und anschließend an einen einsamen Ort im Wald, wo eine alte Fee in einem Wohnwagen wohnt, die ihnen von den Plänen von Mr. Lickerish erzählt. Dieser will sämtliche magische Wesen aus der Feenwelt nach England einfallen lassen, um die Menschen zu unterwerfen und über sie zu herrschen.
Bartholomew und Mr. Jelliby reisen zurück nach London, wo sie eine alte Lagerhalle ausfindig machen, in der sich der Zugang zu einem Luftschiff über der Stadt befindet. Dort hält Mr. Lickerish Hettie gefangen. Er ist für das Verschwinden und den Tod der anderen Mischlingskinder verantwortlich, da er nach dem richtigen gesucht hat. Hettie ist das Portal zur Feenwelt und soll es in dieser Nacht öffnen. Als es geschieht, kommen Bartholomew und Mr. Jelliby dazu. Sie wollen die Öffnung des Portals verhindern, scheitern allerdings und Hettie verschwindet gemeinsam mit dem Feenbutler in der Feenwelt. Die Geschichte endet mit Bartholomews Entschluss, Hettie um jeden Preis nachhause zu holen.

## Hintergründe
Bachmann schrieb Die Seltsamen bereits mit sechzehn Jahren in englischer Sprache, wobei er u. a. von Der Herr der Ringe und Die Chroniken von Narnia inspiriert wurde. Laut eigenen Angaben benötigte er für die erste Fassung mit 400 Seiten sechs Monate, dazu weitere sechs Monate für die Überarbeitung. Über eine Agentin wurde das Manuskript an den US-Verlag HarperCollins vermittelt, der es am 18. September 2012 veröffentlichte. Laut einigen Medienberichten wurde der Roman schnell zum Bestseller in den USA, was auch das Interesse der Filmindustrie an den Filmrechten zur Folge hatte.
Einhergehend mit der Veröffentlichung wurde ein Buchtrailer produziert, dessen musikalische Begleitung von Bachmann selbst komponiert wurde. Eine Lesereise durch die USA sowie eine Blogtour durch Asien folgten 2013 und brachten dem Autor ein Einkommen im sechsstelligen Bereich. Das Buch wurde in sieben Sprachen übersetzt, darunter Tschechisch, Polnisch und Spanisch. Die deutsche Übersetzung erschien am 26. Februar 2014 im schweizerischen Diogenes Verlag.

## Rezeption
Sowohl von der Presse, als auch von Vertretern der Fantasyliteratur wurde Die Seltsamen vorwiegend positiv beurteilt. So schrieb die New York Times im September 2012, The Peculiar sei “[...] a story young fantasy buffs are sure to enjoy” („eine Geschichte, die junge Fantasy-Fans sicher genießen werden“). Die Los Angeles Times schrieb “His [Bachmanns] prose is so elegantly witty [...]” („Seine Prosa ist elegant geistreich [...]“) und The Peculiar sei nicht nur für Jugendliche. Publishers Weekly bezeichnete den Roman als „grenzenloses Lesevergnügen für Leser jeden Alters.“ Christopher Paolini, Autor der Fantasyreihe Eragon, lobte das Buch als “swift, strong and entertaining, highly recommended” („Stark, mitreißend und sehr unterhaltend, unbedingt empfehlenswert“) und Percy-Jackson-Autor Rick Riordan meinte „Stefan Bachmann breathes fresh life into ancient magic“ („Stefan Bachmann haucht der klassischen Fantasy neues Leben ein“).